# Hey Jude/Hey Bing!
Hey Jude/Hey Bing! è un LP del cantante statunitense Bing Crosby, pubblicato nel 1969.

## Tracce
Side 1
1. Hey Jude – 3:51 (John Lennon, Paul McCartney)
2. Those Were the Days – 5:16 (Gene Raskin)
3. Both Sides, Now – 3:08 (Joni Mitchell)
4. The Straight Life – 2:58 (Sonny Curtis)
5. Little Green Apples – 3:19 (Bobby Russell)

Side 2
1. Lonely Street – 2:33 (Carl Belew, Kenny Sowder, W.S. Stevenson)
2. It's All in the Game – 3:42 (Charles Gates Dawes, Carl Sigman)
3. Livin' on Lovin' – 2:42 (Dave Burgess)
4. More and More – 2:30 (Tommy Karen, Rainey Robinson, Allan Reuss)
5. Just for Tonight – 2:08 (Baker Knight)